# Naszczokowo
Naszczokowo (ros. Нащёково) – wieś (sieło) w Rosji, w obwodzie tomskim, w rejonie szegarskim. W 2010 liczyła 714 mieszkańców.

## Urodzeni
- Siergiej Biełow – radziecki koszykarz.